# Malohatka, Starobilsk
Malohatka (în ucraineană Малохатка) este localitatea de reședință a comunei Malohatka din raionul Starobilsk, regiunea Luhansk, Ucraina.

## Demografie
Componența lingvistică a localității Malohatka
     Ucraineană (92,5%)
     Rusă (7,5%)
Conform recensământului din 2001, majoritatea populației localității Malohatka era vorbitoare de ucraineană (92,5%), existând în minoritate și vorbitori de rusă (7,5%).